# Bazancourt (Oise)
Bazancourt is een gemeente in het Franse departement Oise (regio Hauts-de-France) en telt 137 inwoners (2005). De plaats maakt deel uit van het arrondissement Beauvais.

## Geografie
De oppervlakte van Bazancourt bedraagt 3,2 km², de bevolkingsdichtheid is 42,8 inwoners per km².
De onderstaande kaart toont de ligging van Bazancourt (Oise) met de belangrijkste infrastructuur en aangrenzende gemeenten.

## Demografie
Onderstaande figuur toont het verloop van het inwonertal (bron: INSEE-tellingen).